# Paris (thiết giáp hạm Pháp)
Paris là chiếc thứ ba của lớp thiết giáp hạm Courbet bao gồm bốn chiếc, những thiết giáp hạm thế hệ dreadnought đầu tiên được chế tạo cho Hải quân Pháp. Nó được hoàn tất trước Chiến tranh Thế giới thứ nhất như một phần của Chương trình Phát triển Hải quân 1911. Nó tham gia chiến tranh tại Địa Trung Hải, trải qua hầu hết năm 1914 hỗ trợ hỏa lực cho quân đội Montenegro cho đến khi chiếc tàu chị em Jean Bart trúng ngư lôi phóng từ tàu ngầm Áo-Hung SMU U-12 vào ngày 21 tháng 12. Nó trải qua thời gian còn lại của cuộc chiến tranh hỗ trợ cho cuộc phong tỏa Otranto ngăn chặn Hải quân Áo-Hung trong biển Adriatic.
Paris đã hỗ trợ cho binh lính Pháp và Tây Ban Nha vào năm 1925 trong cuộc Chiến tranh Rif thứ ba trước khi trở thành một tàu huấn luyện vào năm 1931. Nó được hiện đại hóa trong ba đợt khác nhau giữa hai cuộc thế chiến, nhưng vẫn không được xem là một tàu chiến hạng nhất. Nó tiếp tục là một tàu huấn luyện cho đến trận Pháp, vốn bắt đầu vào ngày 10 tháng 5 năm 1940, khi nó được vội vã tái vũ trang. Nó hỗ trợ cho lực lượng Đồng Minh trong việc phòng thủ Le Havre trong tháng 6 cho đến khi bị hư hại bởi một quả bon Đức, nhưng sau đó đã triệt thoái đến Anh Quốc. Trong Chiến dịch Catapult, nó bị Anh chiếm giữ tại Plymouth vào ngày 3 tháng 7, rồi được Hải quân Hoàng gia Anh và Hải quân Ba Lan sử dụng như một tàu kho chứa và tàu trại lính cho đến hết chiến tranh. Được trả cho Pháp vào tháng 7 năm 1945, nó được kéo đến Brest và tiếp tục sử dụng như một tàu kho chứa cho đến khi xóa đăng bạ vào ngày 21 tháng 12 năm 1955.

## Thiết kế và chế tạo

### Thiết kế

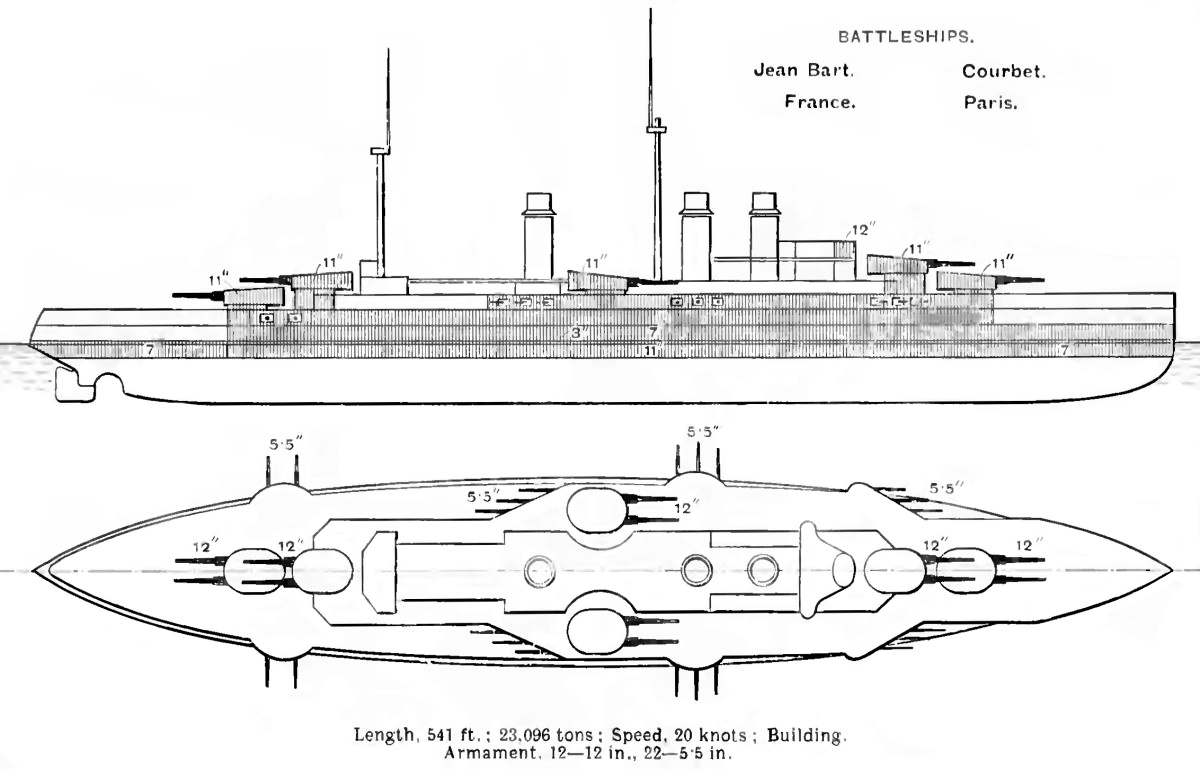
Sơ đồ mạn phải và sàn tàu của lớp Courbet như được mô tả trong Niên giám Hải quân Brassey 1912

Paris có chiều dài chung 166 m (544 ft 7 in); bề rộng mạn thuyền 27 m (88 ft 7 in); và có mớn nước 9,04 m (29 ft 8 in) ở mũi tàu khi đầy tải. Nó có trọng lượng choán nước tiêu chuẩn 23.475 tấn (23.104 tấn Anh) và 25.579 tấn (25.175 tấn Anh) khi đầy tải. Nó tỏ ra bị ướt khi hoạt động, bị nặng phần mũi tàu do những tháp pháo bắn thượng tầng phía trước.
Paris có hệ thống động cơ bao gồm bốn turbine hơi nước Parsons dẫn động trực tiếp công suất 28.000 shp (21.000 kW). Nó có 24 nồi hơi ống nước Belleville đốt than có phun dầu bổ trợ. Nó có tốc độ thiết kế tối đa 21 hải lý trên giờ (39 km/h; 24 mph). Nó mang theo cho đến 2.700 tấn Anh (2.743 t) than và 906 tấn Anh (921 t) dầu, đạt được tầm hoạt động 4.200 hải lý (7.800 km; 4.800 mi) ở tốc độ đường trường 10 hải lý trên giờ (19 km/h; 12 mph).
Dàn pháo chính của Paris bao gồm mười hai khẩu Hải pháo 305 mm/45 Modèle 1906 được bố trí trên sáu tháp pháo, với hai tháp pháo bắn thượng tầng phía trước và phía sau, cùng hai tháp pháo bên mạn tàu. Các khẩu pháo này chỉ có góc nâng tối đa 12°. Để phòng thủ chống lại tàu phóng lôi, nó mang theo 22 khẩu hải pháo 138 mm Modèle 1910 bố trí trên các ụ tháp pháo. Bốn khẩu pháo Hotchkiss 47 mm (1,9 in) Modèle 1902 được trang bị, gồm hai khẩu mỗi bên mạn. Courbet còn được trang bị bốn ống phóng ngư lôi ngầm 450 mm (18 in) Modèle 1909 và mang theo 12 quả ngư lôi.
Đai giáp chính của Paris mở rộng xuống bên dưới mực nước khá nhiều, do người Pháp lo ngại về việc bị bắn trúng dưới nước. Vỏ giáp chính cũng mỏng hơn so với những chiếc tương đương của Anh hay Đức, nhưng che phủ một khu vực rộng hơn. Nó dày 270 mm (11 in) trong khoảng giữa tháp pháo phía trước và phía sau, vót thon còn 180 mm (7,1 in) về phía mũi và đuôi tàu, và được mở rộng 2,4 m (7 ft 10 in) bên dưới mực nước thông thường. Bên trên đai giáp chính là một đai giáp khác dày 180 mm (7,1 in), che phủ bên hông và dàn vũ khí hạng hai cho đến sàn phía trước, sâu 4,5 m (15 ft) giữa tháp pháo phía trước và phía sau. Tháp chỉ huy có vỏ giáp dày 300 mm (12 in). Tháp pháo chính có mặt trước dày 290 mm (11,4 in), 250 mm (9,8 in) bên hông và 100 mm (3,9 in) trên nóc. Bệ của chúng có lớp giáp dày 280 mm (11 in). Cấu trúc tàu không có những vách ngăn chống ngư lôi, mặc dù có một vách ngăn dọc ngang hàng với các khoảng động cơ được sử dụng như kho chứa than hay để trống.

### Chế tạo
Paris được chế tạo tại xưởng tàu Forges et Chantiers de la Méditerranée ở La Seyne-sur-Mer, được đặt lườn vào ngày 10 tháng 11 năm 1911 và hạ thủy vào ngày 28 tháng 9 năm 1912. Nó hoàn tất vào ngày 1 tháng 8 năm 1914, vừa kịp để tham gia Chiến tranh Thế giới thứ nhất.

## Lịch sử hoạt động

### Chiến tranh Thế giới thứ nhất
Paris cùng với các tàu chị em được lệnh phục vụ tại Địa Trung Hải chống lại hải quân các nước Áo-Hung và Ottoman. Chúng trải qua hầu hết năm 1914 hỗ trợ hỏa lực cho quân đội Montenegro, cho đến khi tàu ngầm Áo-Hung SMU U-12 bắn một quả ngư lôi trúng Jean Bart vào ngày 21 tháng 12 năm 1914 ngoài khơi đảo Sazan. Việc này đã buộc các thiết giáp hạm phải rút lui về Malta hay Bizerte. Sau khi Pháp chiếm đóng hòn đảo trung lập Corfu của Hy Lạp vào năm 1916, nó được chuyển lên Corfu và Argostoli, nhưng chỉ có những hoạt động rất giới hạn vì nhiều người trong số thủy thủ đoàn được điều sang các tàu chống tàu ngầm.
Trước khi chiến tranh kết thúc, Paris được trang bị bổ sung bảy khẩu pháo phòng không 75 milimét (3 in) Modèle 1918 trên các bệ nòng đơn. Những khẩu pháo này được thích ứng từ kiểu pháo dã chiến Modèle 97 75-mm.

### Giữa hai cuộc thế chiến
Paris được gửi đến Pula vào ngày 12 tháng 12 năm 1918 để giám sát việc Hạm đội Áo-Hung đầu hàng, nơi nó ở lại cho đến ngày 25 tháng 3 năm 1919. Nó hỗ trợ cho việc đổ bộ binh lính Hy Lạp trong việc chiếm đóng İzmir (Smyrna) từ tháng 5 năm 1919 cho đến khi quay trở về Toulon vào ngày 30 tháng 6. Nó trải qua đợt nâng cấp đầu tiên tại Brest từ ngày 25 tháng 10 năm 1922 đến ngày 25 tháng 11 năm 1923. Công việc này bao gồm thay thế một bộ nồi hơi bằng kiểu đốt dầu, sáp nhập hai ống khói phía trước, gia tăng góc nâng tối đa của dàn pháo chính từ 12° lên 23°, tháo dỡ vỏ giáp phía mũi để cải thiện tính năng đi biển, trang bị một hệ thống kiểm soát hỏa lực với một máy đo tầm xa 4,57 mét (15 ft 0 in), và thay thế kiểu pháo phòng không Modèle 1897 bằng Modèle 1918.
Khi quay trở lại hoạt động, Paris hỗ trợ cho việc đổ bộ binh lính Tây Ban Nha lên Al Hoceima vào mùa Hè năm 1925 sau khi người Rif tấn công Morocco thuộc Pháp trong cuộc Chiến tranh Rif thứ ba. Nó đã tiêu diệt các khẩu đội pháo phòng duyên tại đây cho dù phải chịu hư hại nhẹ bởi sáu phát đạn pháo bắn trúng, và đã ở lại đây cho đến tháng 10 như là soái hạm của lực lượng Pháp.
Paris được tái trang bị một lần nữa rộng rãi hơn từ ngày 16 tháng 8 năm 1927 đến ngày 15 tháng 1 năm 1929; khi hệ thống kiểm soát hỏa lực được nâng cấp toàn diện. Một bộ điều khiển hỏa lực lớn kiểu tàu tuần dương được bổ sung bên trên cột ăn-ten trước với một máy đo tầm xa trùng khớp 4,57 m và một máy đo tầm xa lập thể 3 mét (9 ft 10 in). Máy đo tầm xa bên trên tháp chỉ huy được thay thế bằng một bộ kép mang hai máy đo tầm xa 4,57 m, cùng một máy đo tầm xa 4,57 m khác được bổ sung bên trên nóc bọc thép bên cạnh cột ăn-ten chính. Hai bộ điều khiển dành cho pháo hạng hai được bổ sung bên trên cầu tàu hoa tiêu, mỗi bộ gồm một máy đo tầm xa trùng khớp 2 mét (6 ft 7 in). Một máy đo tầm xa 8,2 mét (26 ft 11 in) được bổ sung bên trên tháp pháo 'B' và một bộ thứ hai trước mũi. Dàn pháo phòng không được cung cấp ba máy đo tầm xa 1,5 mét (4 ft 11 in), một bên trên hệ thống kép trên tháp chỉ huy, một trên tháp pháo 'B' và một trên cấu trúc thượng tầng phía sau. Nó tiếp tục đảm nhiệm vai trò soái hạm cho Đội 2 của Phân hạm đội 1 Hải đội Địa Trung Hải cho đến ngày 1 tháng 10 năm 1931 khi nó trở thành một tàu huấn luyện.
Paris trải qua đợt tái trang bị cuối cùng trước chiến tranh từ ngày 1 tháng 7 năm 1934 đến ngày 21 tháng 5 năm 1935. Các nồi hơi được đại tu, các khẩu pháo chính được thay thế và pháo phòng không Modèle 1918 được thay bằng Modèle 1922 hiện đại hơn. Các khẩu pháo 75 mm mới có khả năng hạ tối đa đến góc 10° và nâng tối đa đến 90°, bắn ra đạn pháo 5,93 kilôgam (13,1 lb) ở lưu tốc đầu đạn 850 m/s (2.800 ft/s) và một tốc độ bắn 8–18 phát mỗi phút; trần bắn hiệu quả tối đa là 8.000 mét (26.000 ft).

### Chiến tranh Thế giới thứ hai
Paris cùng con tàu chị em Courbet hình thành nên Hải đội 5 vào lúc bắt đầu chiến tranh. Chúng được chuyển sang Đại Tây Dương để tiếp tục các nhiệm vụ huấn luyện mà không bị ảnh hưởng bởi tình hình chiến sự. Cả hai được lệnh của Đô đốc Mord chuyển sang tình trạng sẵn sàng chiến đấu vào ngày 21 tháng 5 năm 1940, và dàn hỏa lực phòng không của chúng được bổ sung sáu khẩu đội súng máy Hotchkiss 13,2 mm hai nòng và hai súng máy Browning 13,2 mm nòng đơn tại Cherbourg. Paris được lệnh đi đến Le Havre vào ngày 6 tháng 6 để hỗ trợ hỏa lực cho mặt trận Somme và hỗ trợ vào việc triệt thoái lực lượng khỏi thị trấn này, cho dù việc thiếu sót một máy bay trinh sát khiến cho nó không mấy hiệu quả trong vai trò này. Thay vào đó, nó đã giúp vào việc phòng thủ cảng Le Havre khỏi các cuộc không kích của máy bay Đức cho đến khi bị trúng một quả bom vào ngày 11 tháng 6. Nó đi đến Cherbourg trong đêm hôm đó để được sửa chữa tạm thời mặc dù đã bi tràn 300 tấn Anh (305 t) nước mỗi giờ. Nó được cho chuyển đến Brest vào ngày 14 tháng 6 và đã chuyên chở 2.800 người triệt thoái khi cảng này bị bỏ lại vào ngày 18 tháng 6.
Khi Pháp ký thỏa thuận đình chiến với Đức, Paris, đang neo đậu tại Plymouth, Anh Quốc, bị Hải quân Hoàng gia Anh chiếm giữ vào ngày 3 tháng 7 trong khuôn khổ Chiến dịch Catapult, một kế hoạch của Thủ tướng Anh Winston Churchill nhằm ngăn chặn Hải quân Pháp rơi vào tay người Đức. Nó được sử dụng như một tàu kho trong suốt phần còn lại của chiến tranh, và được Hải quân Ba Lan Tự do sử dụng tạm thời như một tàu trại lính. Nó được chuyển trở lại quyền kiểm soát của Pháp vào tháng 7 năm 1945 và được kéo về Brest vào ngày 21 tháng 8, nơi nó tiếp tục phục vụ như một tàu kho. Nó bị bán để tháo dỡ vào ngày 21 tháng 12 năm 1955, và bắt đầu bị tháo dỡ tại La Seyne từ tháng 6 năm 1956.